# موتشيا

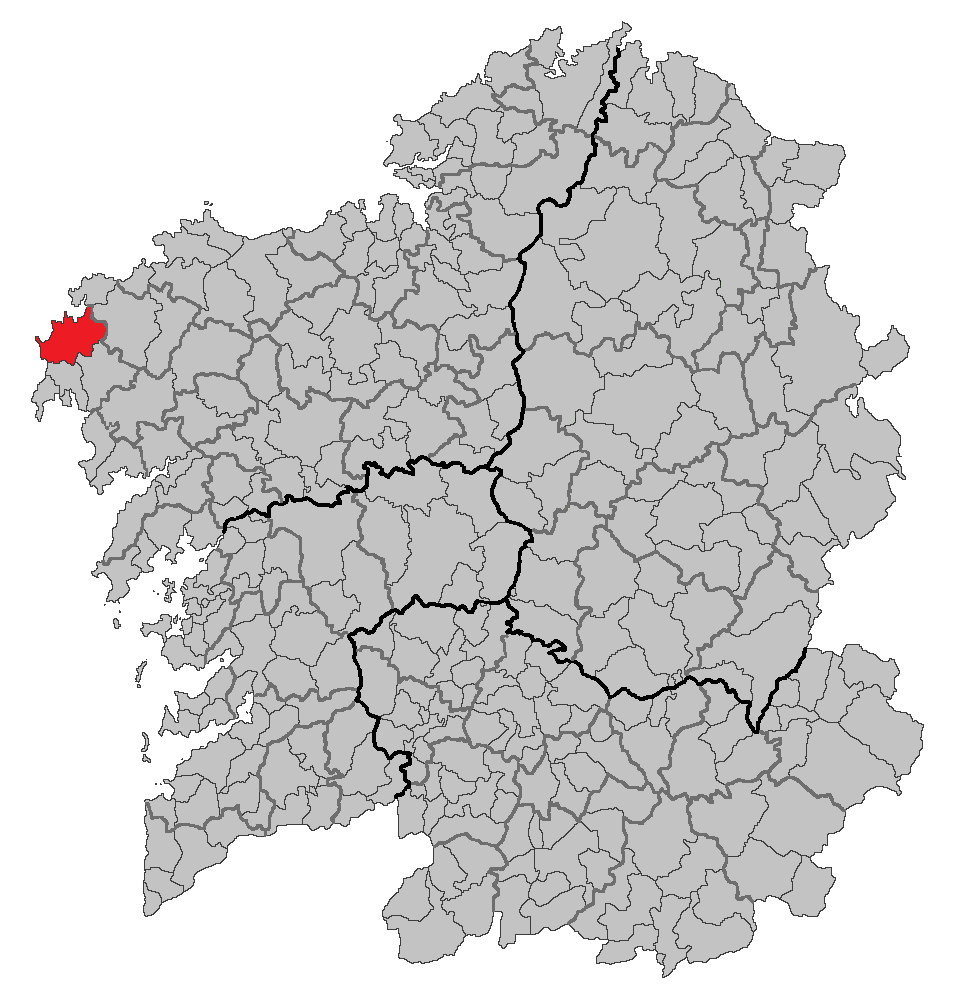
موقع موتشيا ضمن جليقية

شعار موتشيا

بلدية موتشيا (بالإسبانية: Muxía)‏، هي إحدى بلديات مقاطعة لا كرونيا إحدى مقاطعات إسبانيا، و التي تقع في منطقة جليقية شمال غرب إسبانيا.
يبلغ عدد سكانها 6.103 نسمة وفقاً لإحصائية سنة (2002).

## معرض صور

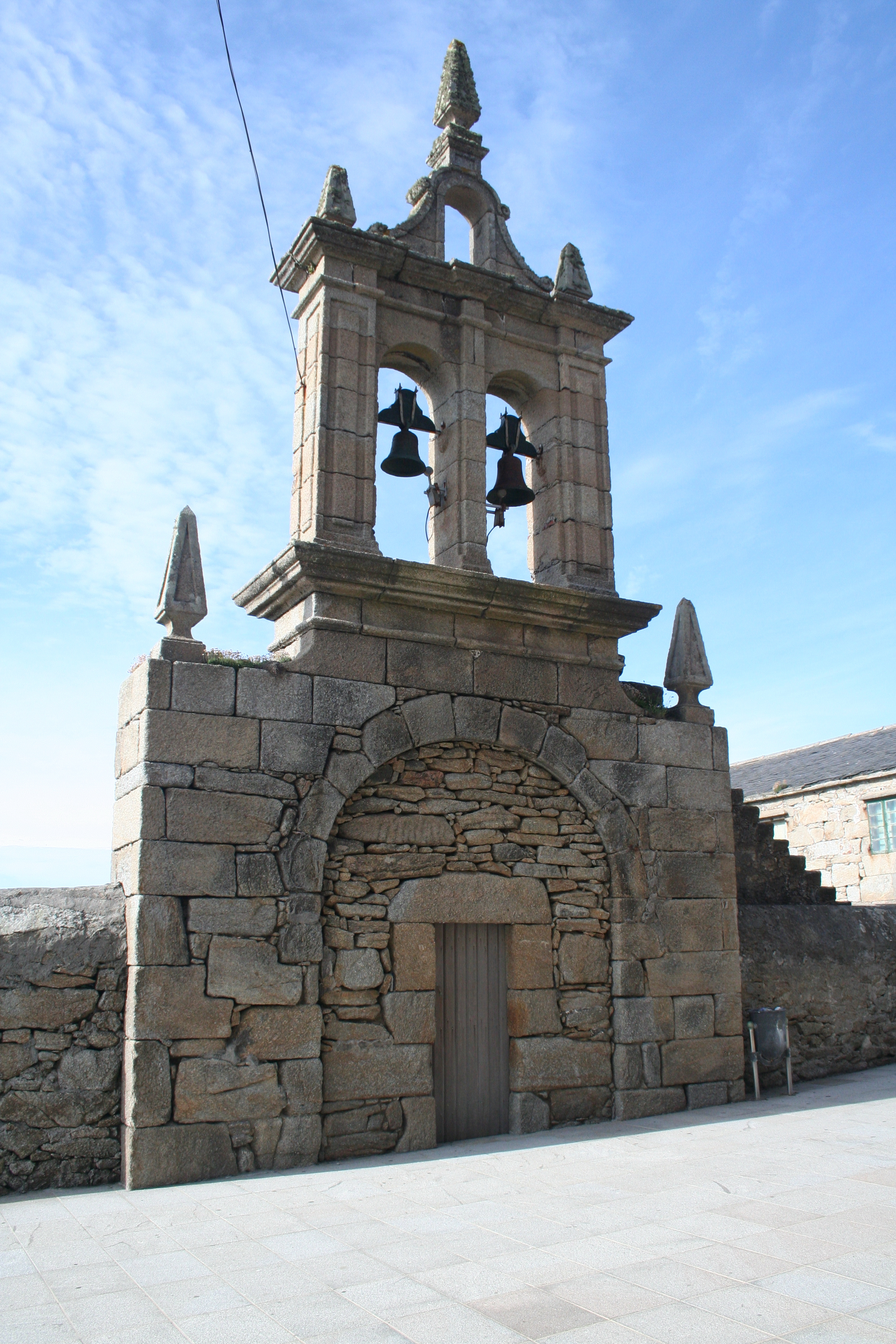
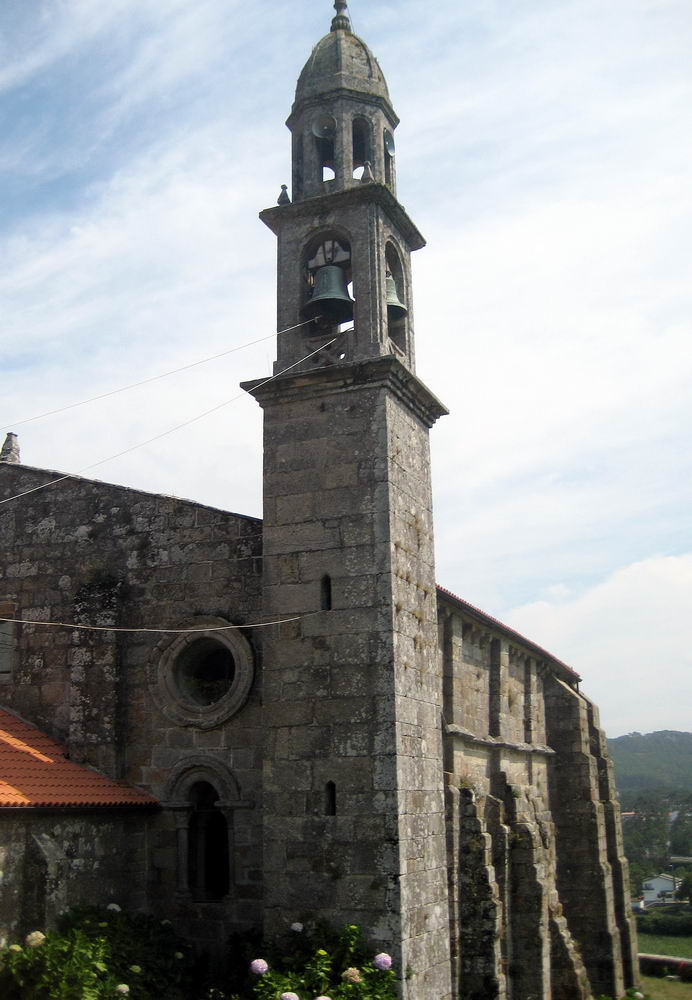
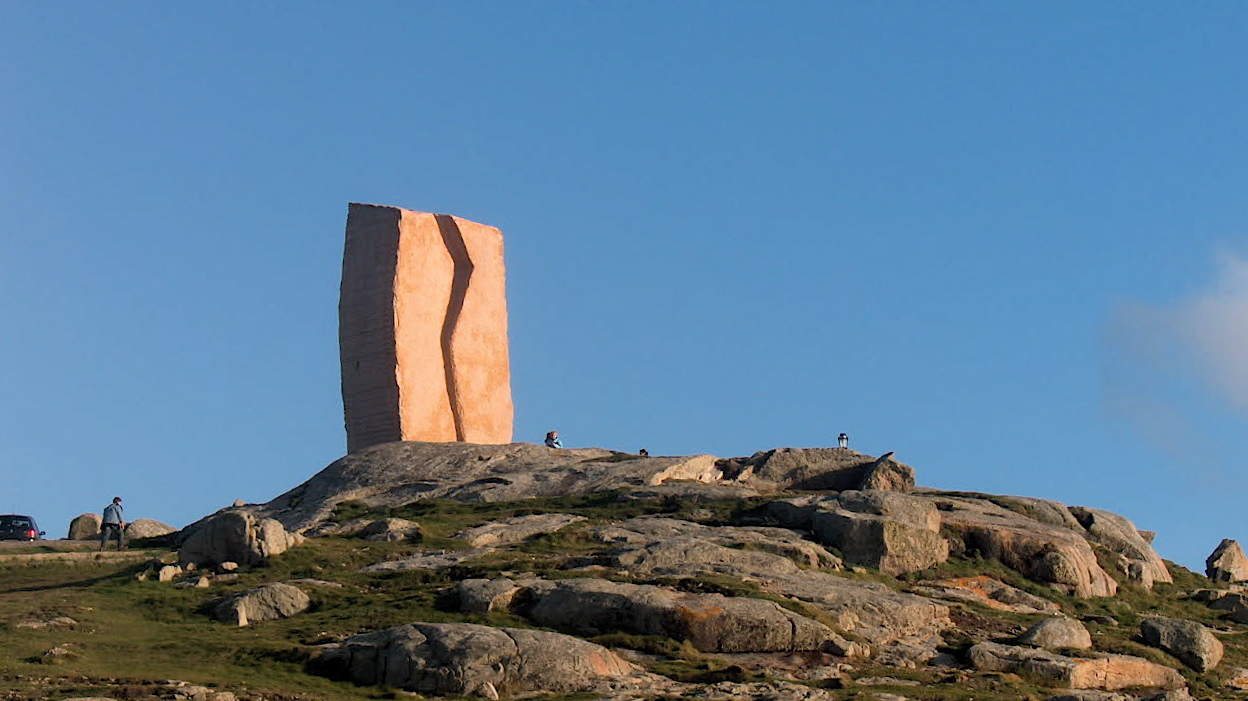
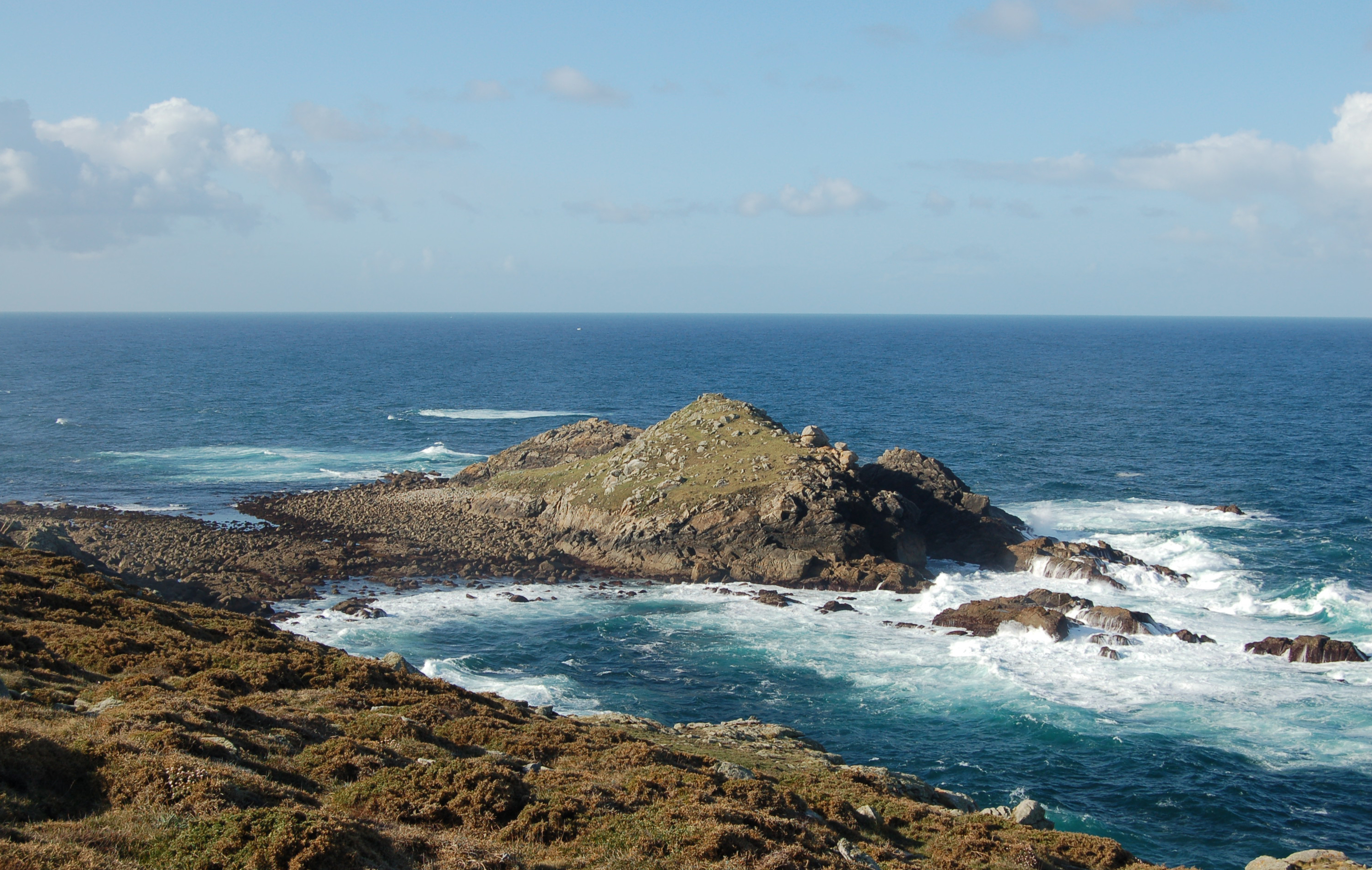